# Vier letzte Lieder
De cyclus Vier letzte Lieder (Vier laatste liederen) voor sopraan en symfonieorkest behoort tot de laatste composities van Richard Strauss (1864-1949). Ze werden geschreven in 1948, toen hij 84 was. De gebruikte liedteksten zijn drie gedichten van Hermann Hesse en een van Joseph von Eichendorff. 

## Ontstaan
Toen Strauss het gedicht Im Abendrot van Joseph von Eichendorff in mei 1948 tegenkwam, kreeg hij onmiddellijk het gevoel dat het een bijzondere betekenis voor hem had, en zette het op muziek. Bovendien had hij net een exemplaar gekregen van de complete gedichten van Hermann Hesse, die hem inspireerden tot de muziek voor Frühling, September en Beim Schlafengehen.
De titel Vier letzte Lieder kwam van Strauss' vriend Ernst Roth, hoofdredacteur van de muziekuitgeverij Boosey and Hawkes. Hij bracht ze tezamen en zette ze in de volgorde waarin ze meestal worden uitgevoerd: Frühling, September, Beim Schlafengehen, Im Abendrot. Strauss zelf prefereerde een andere volgorde: Beim Schlafengehen, September, Frühling en Im Abendrot. In de jaren vijftig werden beide volgorden door elkaar gebruikt. Kirsten Flagstad (bij de première in 1950), Sena Jurinac (1950), Lisa Della Casa (1953) en Felicity Lott (1986) namen de vier liederen op in de door Strauss geprefereerde volgorde.

## Inhoud
De vier liederen gaan over de dood en werden gecomponeerd kort voordat Strauss zelf stierf. In plaats van de typische opstandigheid van de romantiek stralen deze laatromantische Vier letzte Lieder een gevoel van kalmte en acceptatie uit. De stem van de sopraan wordt op serene wijze begeleid door een groot orkest. In alle vier liederen vervullen de hoorns een belangrijke rol. De juxtapositie van de vocale lijn met de koperen begeleiding refereert ook aan Strauss' eigen leven: zijn echtgenote Pauline de Ahna was een beroemde sopraan en zijn vader was hoornist van professie.
Tegen het einde van Im Abendrot verwijst Strauss muzikaal naar zijn eigen symfonisch gedicht Tod und Verklärung, dat hij zestig jaar eerder schreef. Zoals in dat stuk symboliseert de aangehaalde passage de vervulling van de ziel in de dood.

## Tekst

### 1. "Frühling"
("Lente")
(Tekst: Hermann Hesse, vertaling Karel D'huyvetters)
| In dämmrigen Grüften träumte ich lang von deinen Bäumen und blauen Lüften, Von deinem Duft und Vogelsang. Nun liegst du erschlossen In Gleiß und Zier von Licht übergossen wie ein Wunder vor mir. Du kennst mich wieder, du lockst mich zart, es zittert durch all meine Glieder deine selige Gegenwart! | In schemerige krochten droomde ik lang van jouw bomen en blauwe luchten, van je geur en vogelzang. Nu lig je als ontsloten met glans en sier, van licht overspoeld als een wonder voor mij. Je kent me weer, je wenkt me teer. het siddert door al mijn leden van jouw zalige aanwezigheid! |

Gecomponeerd op 20 juli 1948

### 2. "September"
(Tekst: Hermann Hesse)
| Der Garten trauert, kühl sinkt in die Blumen der Regen. Der Sommer schauert still seinem Ende entgegen. Golden tropft Blatt um Blatt nieder vom hohen Akazienbaum. Sommer lächelt erstaunt und matt in den sterbenden Gartentraum. Lange noch bei den Rosen bleibt er stehn, sehnt sich nach Ruh. Langsam tut er die müdgeword'nen Augen zu. | De tuin treurt. koel zijgt in de bloemen de regen. De zomer miezert roerloos, zijn einde tegemoet. Als goud druppelt blad na blad uit de hoge acacia neer. De zomer glimlacht verbaasd en mat, in de stervende droomtuin. Lang nog bij de rozen blijft hij staan, smachtend naar rust. Langzaam doet hij zijn moegekeken ogen toe. |

Gecomponeerd op 20 september 1948

### 3. "Beim Schlafengehen"
("Bij het slapengaan")
(Tekst: Hermann Hesse)
| Nun der Tag mich müd' gemacht, soll mein sehnliches Verlangen freundlich die gestirnte Nacht wie ein müdes Kind empfangen. Hände, laßt von allem Tun, Stirn, vergiß du alles Denken. Alle meine Sinne nun wollen sich in Schlummer senken. Und die Seele, unbewacht, will in freien Flügen schweben, um im Zauberkreis der Nacht tief und tausendfach zu leben. | Nu de dag mij moe heeft gemaakt, wens ik smachtend de vriendelijke sterrennacht als een vermoeid kind te ontvangen. Mijn handen, ik laat ze niets meer doen mijn hoofd, vergeet al het denken. Al mijn zintuigen willen nu zich sluimerend verminderen. En onbewaakt wil mijn ziel in vrije vlucht gaan zweven om in de toverkring der nacht diep en duizendvoudig te leven. |

Gecomponeerd op 4 augustus 1948

### 4. "Im Abendrot"
("In het avondrood")
(Tekst: Joseph von Eichendorff)
| Wir sind durch Not und Freude gegangen Hand in Hand; vom Wandern ruhen wir nun überm stillen Land. Rings sich die Täler neigen, es dunkelt schon die Luft. Zwei Lerchen nur noch steigen nachträumend in den Duft. Tritt her und laß sie schwirren, bald ist es Schlafenszeit. Daß wir uns nicht verirren in dieser Einsamkeit. O weiter, stiller Friede! So tief im Abendrot. Wie sind wir wandermüde-- Ist dies etwa der Tod? | Wij zijn door nood en vreugde hand in hand gegaan; en rusten na het dwalen samen hier in de stilte van het land. Rondom ons buigen de dalen zich; het donkert al in de lucht. nog stijgen er twee leeuweriken na-dromend in de schemering. Kom, laat ze maar fladderend zingen. dra is het slapenstijd. Hier mogen we niet verdwalen in deze eenzaamheid. Die weidse zwijgende vreedzaamheid, gedompeld in het avondrood. Hoe zeer zijn we ’t wandelen nu moe--- is het ten dode toe? |

Gecomponeerd op 6 mei 1948

## Uitvoeringen

### Eerste uitvoering
De première vond postuum plaats op 22 mei 1950 in de Royal Albert Hall in Londen. De liederen werden gezongen door de Noorse sopraan Kirsten Flagstad, die begeleid werd door het Philharmonia Orchestra onder leiding van Wilhelm Furtwängler.

### Latere uitvoeringen
In 1987 zong Miranda van Kralingen de Vier letzte Lieder tijdens het slotconcert van een masterclass bij Elisabeth Schwarzkopf. Ze verscheen er mee op de televisie.

## Opnamen

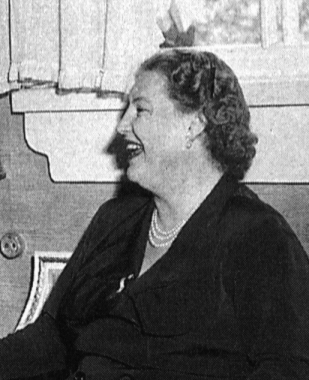
Kirsten Flagstad zong de Vier letzte Lieder bij de première in 1950 en bij de eerste plaatopname

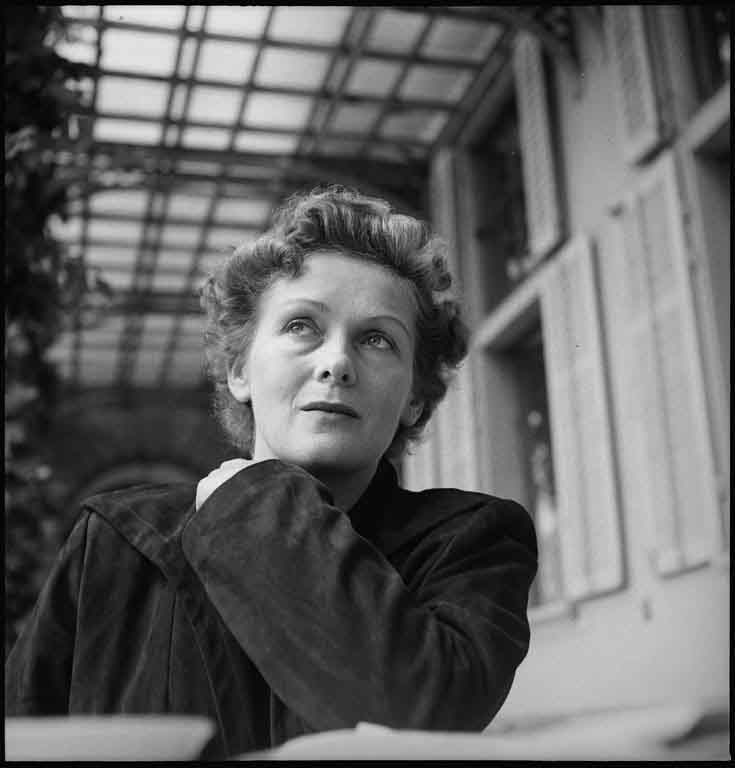
Elisabeth Schwarzkopf nam de cyclus drie maal op.

Er zijn veel sopranen die deze liederen hebben opgenomen, onder wie
- Roberta Alexander (1982)
- Elly Ameling (1983)
- Arleen Augér (1986)
- Montserrat Caballé (1995)
- Lisa Della Casa (in Strauss' preferente volgorde 1953; in de later gebruikelijke volgorde 1958)
- Kirsten Flagstad (als eerste, 1950; zonder Frühling 1952)
- Renée Fleming (2008)
- Heather Harper (1987)
- Anja Harteros (2010)
- Barbara Hendricks (1996)
- Soile Isokoski (2002)
- Gundula Janowitz (1973)
- Gwyneth Jones (1991)
- Sena Jurinac (1951; 1960)
- Kiri Te Kanawa (1978)
- Felicity Lott (1986)
- Charlotte Margiono (1993)
- Éva Marton (1985)
- Karita Mattila (1998)
- Waltraud Meier (versie met piano 2007)
- Birgit Nilsson (1970)
- Jessye Norman (1982)
- Lucia Popp (1982)
- Leontyne Price (1973)
- Dorothea Röschmann (2010)
- Anneliese Rothenberger (1974)
- Anne Schwanewilms (2004; 2011)
- Elisabeth Schwarzkopf (1953; 1965; 1968)
- Elisabeth Söderström (1981)
- Nina Stemme (2007)
- Cheryl Studer (1994)
- Anna Netrebko (2014)

## Speculaties
Nadat hij Im Abendrot had gecomponeerd, maar voordat hij begon aan de andere drie liederen, orkestreerde Strauss het lied Ruhe, meine Seele!, dat hij in zijn huwelijksjaar 1894 had geschreven voor zijn vrouw, de sopraan Pauline de Ahna, op een gedicht van Karl Friedrich Henckell. Daarom is weleens verondersteld dat Strauss dit vroege lied, dat in tekst en sfeer aansluit bij de Vier letzte Lieder, mogelijk ook in de cyclus had willen opnemen als inleiding tot Im Abendrot.
Er is geen aanwijzing dat Strauss deze liederen als een afgerond geheel beschouwde. Zijn allerlaatste complete lied Malven, voor solostem en piano op een gedicht van Betty Wehrli-Knobel, werd voltooid in november 1948, twee maanden na de Vier letzte Lieder. Strauss droeg het op aan de sopraan Maria Jeritza en vroeg haar een fotografische kopie terug te sturen. Dat dit niet is gebeurd, zodat hij zelf niet meer over het lied beschikte, heeft geleid tot de speculatie dat Strauss daardoor de kans werd ontnomen een orkestratie te maken en Malven in de cyclus op te nemen. Het sluit in sfeer aan bij de Vier letzte Lieder, vooral Beim Schlafengehen. Ook is geopperd dat het onvoltooide lied Nachts voor sopraan en orkest voor de cyclus bedoeld zou kunnen zijn. In elk geval had Strauss Hesses gedichten Nacht en Hohe des Sommers geselecteerd om ook die eventueel te toonzetten.

## Overig
- In mei 1977 ging het ballet Vier letzte Lieder van de danser en choreograaf Rudi van Dantzig in première op de muziek van Richard Strauss.
- De titel van de Britse speelfilm Four Last Songs van Francesca Joseph uit 2007, met onder anderen Stanley Tucci, Rhys Ifans and Hugh Bonneville, is een toespeling op Strauss' Vier letzte Lieder en het thema van de aanvaarding van de dood. Met de liederen zelf en hun atmosfeer heeft de film geen verband.
- In "The year of living dangerously", een Australische film van Peter Weir uit 1982 wordt "Beim Schlafengehen" gebruikt bij het sterven van een kind in een sloppenwijk in Jakarta waar hoofdpersoon Billy Kwan voor zorgt.
- Im Abendrot is de rode draad doorheen de film The Killer Inside Me (2010).